# Datteln
Die Stadt Datteln liegt im nördlichen Ruhrgebiet im Zentrum des Landes Nordrhein-Westfalen und ist eine mittlere kreisangehörige Stadt im Kreis Recklinghausen im Regierungsbezirk Münster. Von internationaler Bedeutung ist das Kanalkreuz Datteln, welches den weltweit größten Knotenpunkt künstlicher Wasserstraßen darstellt.
Zu Datteln gehören die früher selbständigen Dörfer Horneburg im Südwesten und Ahsen im Nordwesten.

## Geografie

### Lage
Datteln liegt südwestlich des Wesel-Datteln-Kanals und der Lippe. Nordwestlich liegt der Naturpark Hohe Mark-Westmünsterland mit der Haard.

### Nachbargemeinden
Datteln hat gemeinsame Grenzen mit folgenden Städten: Im Norden grenzt es zum Münsterland hin an die Stadt Olfen, nordöstlich an Selm, im Osten an Waltrop, im Süden an Castrop-Rauxel und Recklinghausen sowie im Westen an Oer-Erkenschwick und Haltern am See.
Zusammen mit Waltrop und Oer-Erkenschwick bildet Datteln die inoffizielle Region Ostvest.

### Stadtgliederung

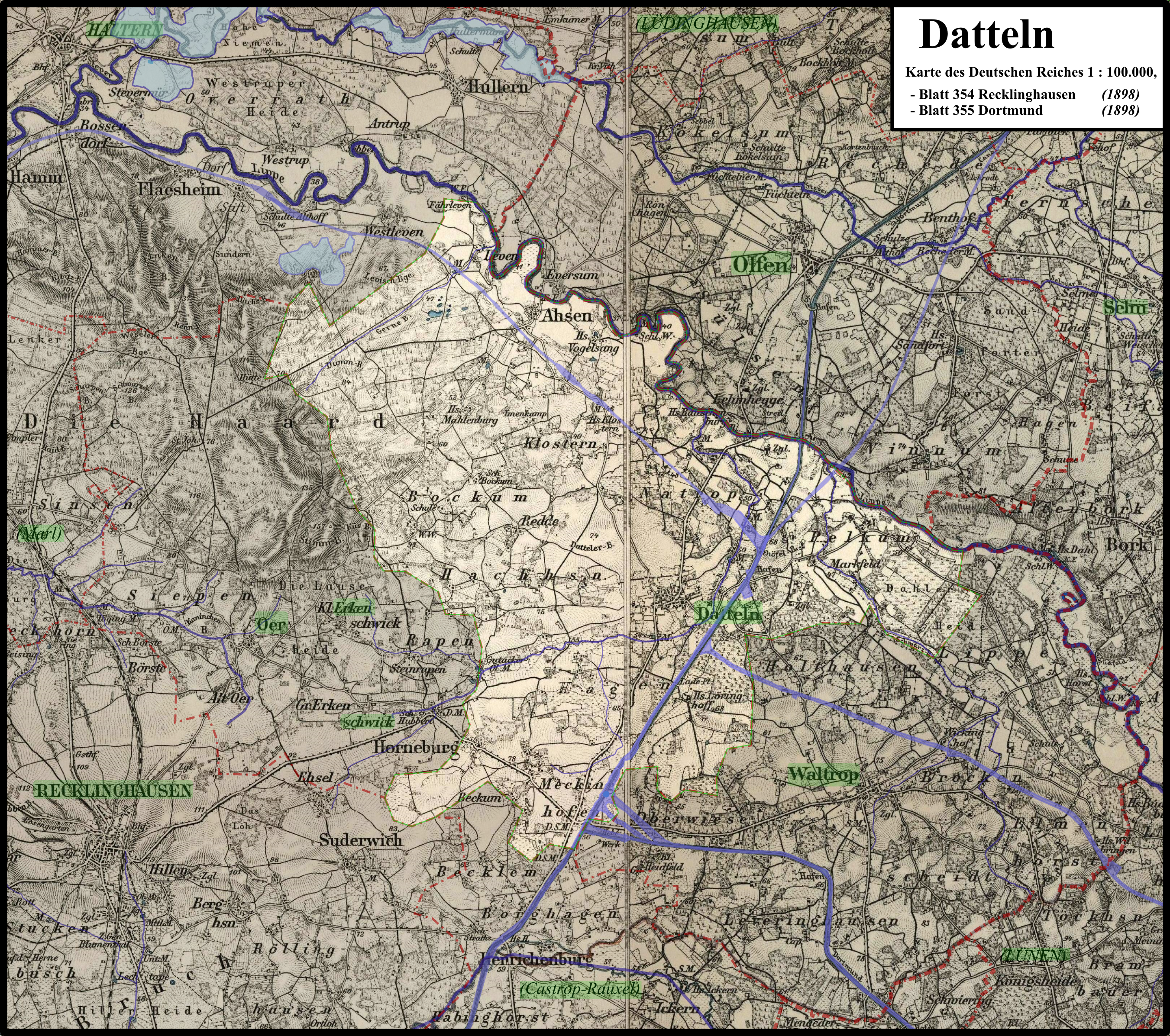
Karte des Deutschen Reiches 1 : 100.000 des heutigen Dattelner Gebietes Ende des 19. Jahrhunderts;
Ahsen, Horneburg und Ostleven kamen erst 1975 hinzu

Die Stadt Datteln in ihren Grenzen von 1975 ist aus dem Kirchspiel Datteln und den Bauerschaften Pelkum (Peluchem 890; Nordosten), Natrop (Nordnordosten), Klostern (Knostern 1541; Norden), Bockum (äußerster Nordwesten), Hachhausen (1344 Hachhusin; nördlicher Westen), Hagem (Haginheim 1160, bis ins 20. Jahrhundert Hagen; Süden) und Meckinghoven (curia Meckinghofan 1188; äußerster Süden) zusammengewachsen. Frühe Erwähnung fanden die Wohnplätze Sutum (Suethem 1188), Wentrup (Venninctorpe 1325) und Drybern (Driburi, 14. Jh.). Im Jahr 1975 wurden dann Ahsen im äußersten Nordnordwesten und Horneburg am Südwestrand eingemeindet.
Datteln verfügt heute über keine offiziellen Stadtteile nach Hauptsatzung, ist jedoch in 22 statistische Bezirke aufgeteilt, die auch als Stadtbezirke bezeichnet werden und neben einwohnerstarken Kernstadtteilen und den beiden freistehenden Dörfern Horneburg und Ahsen auch spärlich besiedelte Bauerschaften enthalten. Anlage und Planung neuer Baugebiete entsprechend wurden die Stadtbezirke zum 1. Januar 2009 neu geordnet. Ende 2021 hatten diese folgende Einwohnerzahlen:
| Bezirks-Nr. | Bezirk                 | Bevölkerung 2022 |
| ----------- | ---------------------- | ---------------- |
| 99          | unbekannt              | 2151             |
| 110         | Stadtmitte             | 5.989            |
| 120         | Hachhausen             | 6.263            |
| 130         | Beisenkamp             | 2.525            |
| 140         | Hagem                  | 4.656            |
| 150         | Hötting                | 3.381            |
| 160         | Dümmer                 | 3.391            |
| 170         | Meckinghoven           | 3.245            |
| 180         | Im Winkel              | 717              |
| 190         | Ahsen                  | 1.140            |
| 200         | Horneburg              | 1.588            |
| 210         | Emscher-Lippe          | 836              |
| 220         | Schwakenburg           | 740              |
| 230         | Bauerschaft Hagem      | 206              |
| 240         | Bauerschaft Losheide   | 123              |
| 250         | Bauerschaft Natrop     | 116              |
| 255         | Natrop                 | 421              |
| 260         | Bauerschaft Pelkum     | 194              |
| 270         | Bauerschaft Klostern   | 403              |
| 280         | Bauerschaft Ostleven   | 159              |
| 290         | Bauerschaft Bockum     | 152              |
| 300         | Bauerschaft Hachhausen | 147              |
| 310         | Bauerschaft Löringhof  | 14               |
|             | Datteln                | 38.406           |

#### Kernstadtgebiet

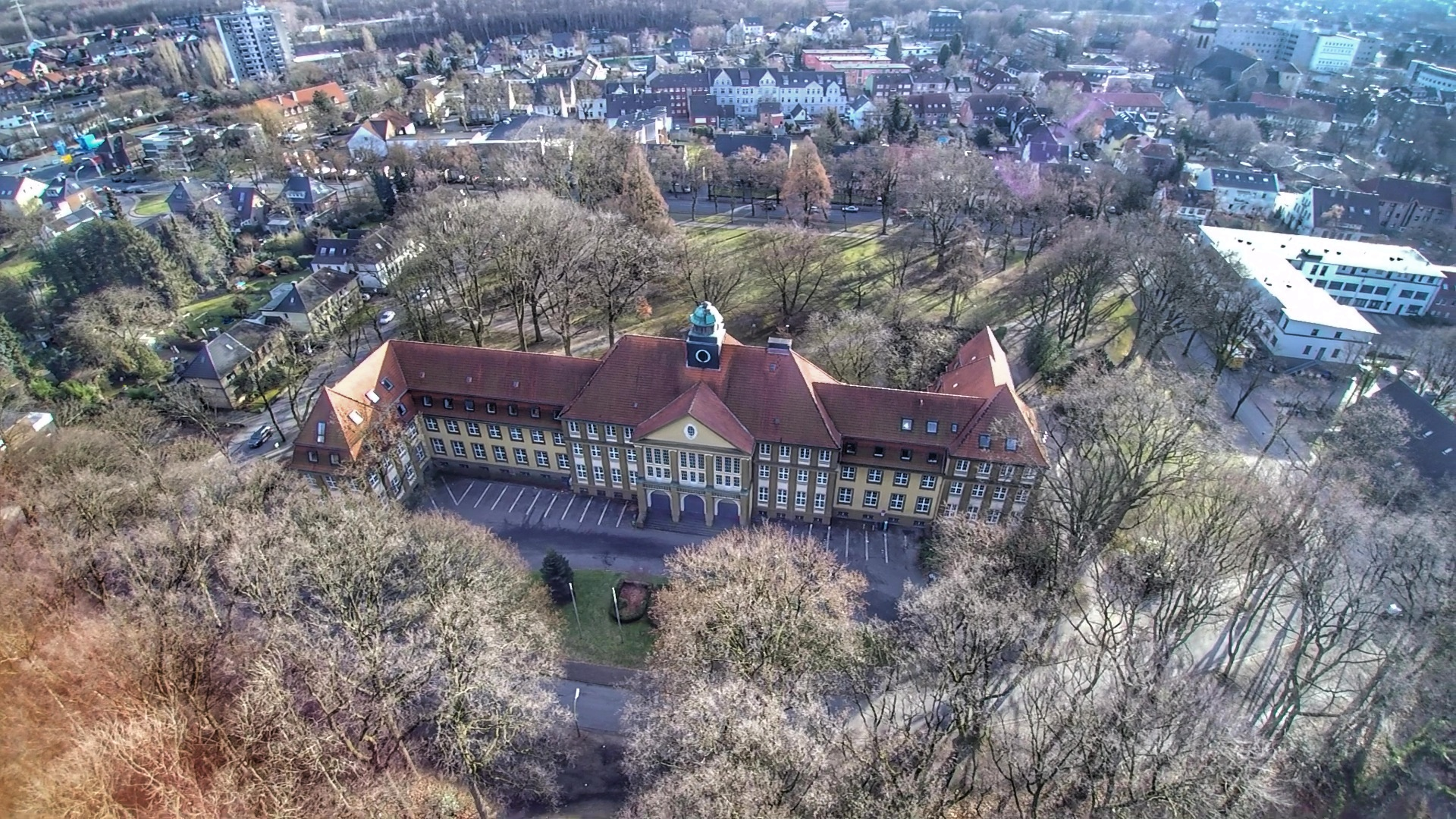
Das Rathaus aus der Vogelperspektive

An die Stadtmitte schließt sich nach Norden Natrop, nach Nordosten Hötting, nach Südosten Schwakenburg, nach Süden Beisenkamp und nach (Südwesten bis) Westen Hachhausen an. Beisenkamp geht nach Süden in Emscher-Lippe und, westlich davon, Hachhausen in Hagem und dieses schließlich in Dümmer über. Noch weiter südsüdwestlich schließt sich Meckinghoven an. Die genannten Ortsteile bilden mehr oder weniger Dattelns Kernstadt mit 30.323 Einwohnern, wobei Meckinghofen und Schwakenburg auch über bauerschaftliche Anteile verfügen. Beisenkamp und Dümmer sind alte Zechenkolonien, während die nach Hagem, Hachhausen und Natrop benannten Teile der Kernstadt erst später auf den Gebieten der betreffenden Bauerschaften entstanden sind. Das nach einem Natroper Hof benannte Hötting war bereits 1925 bebaut, die beiden durch den Dattelner Mühlenbach getrennten Siedlungsteile hatten aber noch keine verzeichneten Namen.
Etwas abseits, an der Grenze zu Oer-Erkenschwick, liegen jeweils das alte Dorf Horneburg westlich von Meckinghoven und die Siedlung Im Winkel westsüdwestlich von Hachhausen. Ganz deutlich abseits, im äußersten Norden, liegt schließlich Ahsen. Alle anderen statistischen Bezirke sind nur bauerschaftlich besiedelt.

#### Ortsteile nach Bauerschaften

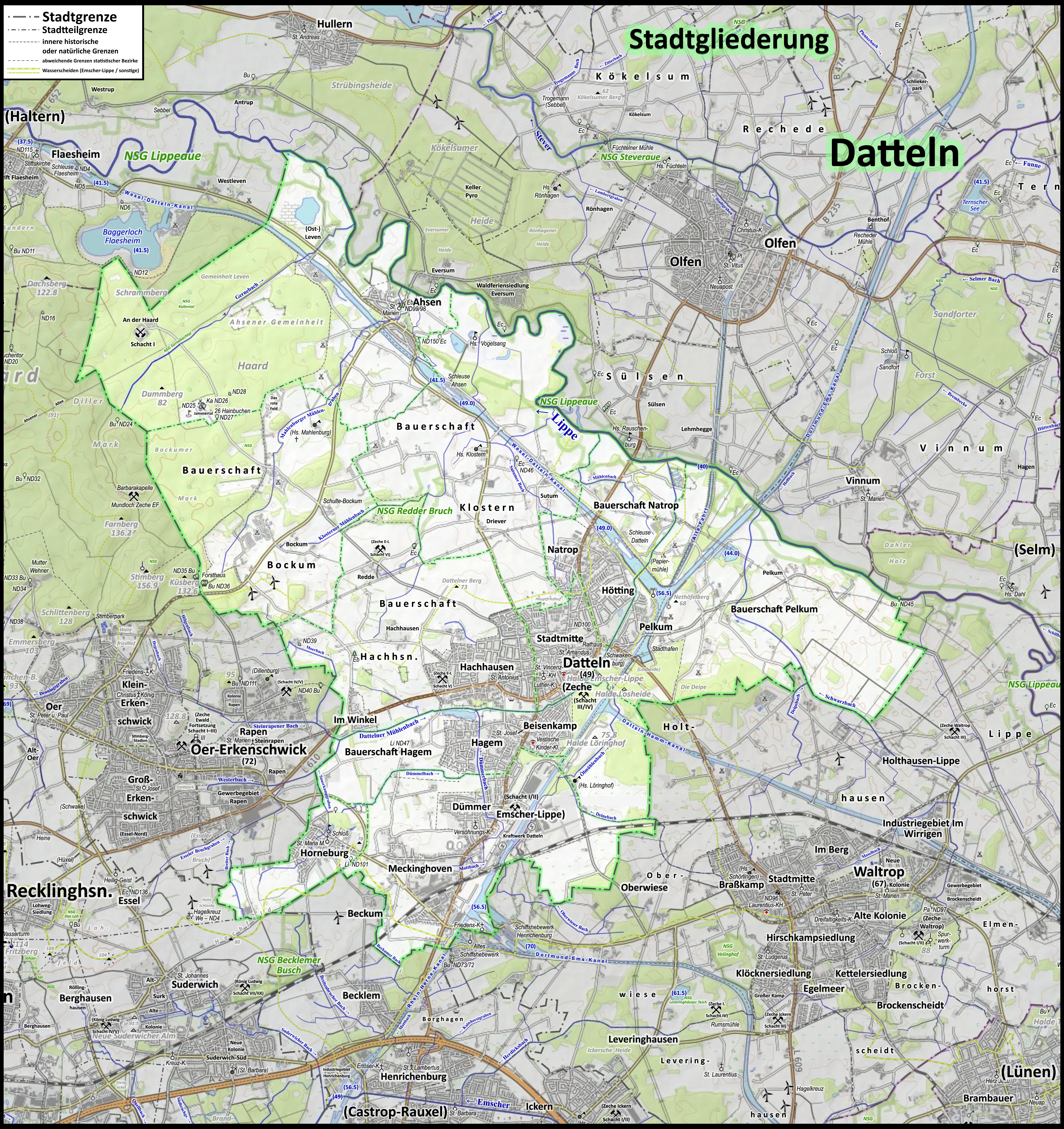
Datteln nach historischen Stadtteilen; abweichende Grenzen statistischer Bezirke sind ebenfalls eingezeichnet

Die Stadt Datteln verwendet den Namen „Bauerschaft“ etwas irreführend. Haus Löringhof war eine Burg im Südosten der Bauerschaft Hagem und die Losheide (Lösheide) liegt im äußersten Südsüdwesten von Pelkum. Auch eine Bauerschaft Ostleven gab es nie – (Ost-)Leven ist ein Weiler innerhalb der Ahsener Gemeinheit, die die land- und landwirtschaftlich genutzten Teile von Ahsen bezeichnet (während Westleven ein Weiler der Gemeinde Flaesheim ist, die früher ebenfalls zum Amt Datteln gehörte).
Benennt man, wie in Nachbarstädten üblich, die Stadtteile nach den ehemaligen Gemeinden und Bauerschaften, auf deren Gebiet sie liegen, ergäbe das in etwa folgende Gliederung:
- Datteln (5.941 Einwohner)
  - Stadtmitte (5.941)
- Pelkum (gut 2.000 Einwohner)
  - Nordosthälfte von Schwakenburg (Mehrheit von 728)
  - Südosten von Hötting (etwa ein Drittel von 3.380)
  - Bauerschaft Pelkum (162)
  - Bauerschaft Losheide (101)
- Natrop (etwa 3.200 Einwohner)
  - Hötting ohne Südosten (etwa zwei Drittel von 3.380)
  - Natrop (416)
  - Bauerschaft Natrop (115)
- Klostern (379 Einwohner)
  - Bauerschaft Klostern (379)
- Ahsen (1.295 Einwohner)
  - Ahsen (1.142)
  - Bauerschaft Ostleven (153)
- Bockum (149 Einwohner)
  - Bauerschaft Bockum (149)
- Hachhausen (7.043 Einwohner)
  - Hachhausen (6.190)
  - Bauerschaft Hachhausen (144)
  - Im Winkel (709)
- Hagem (knapp 7.400 Einwohner)
  - Bauerschaft Löringhof (13) ohne Süden
  - Südwesthälfte von Schwakenburg (Minderheit von 728)
  - Beisenkamp (2.496)
  - Hagem (4.637)
  - Bauerschaft Hagem (199)
- Horneburg (1.576 Einwohner)
  - Horneburg (1.576)
- Meckinghofen (7.412 Einwohner)
  - Dümmer (3.341)
  - Meckinghoven (3.256)
  - Emscher-Lippe (815)
  - Süden von Bauerschaft Löringhof

Hierbei ist zu beachten, dass Teile des nach der Zeche Emscher-Lippe benannten statistischen Bezirks auch auf Hagemer Gebiet liegen. Mehr ins Gewicht fällt die Abgrenzung von Hötting und Schwakenburg. Der rechts des Dattelner Mühlenbachs gelegene Teil von Hötting bildet mit dem besiedelten Nordosten von Schwakenburg eine recht eigene Siedlung auf Pelkumer Boden.
Beisenkamp und Dümmer lassen sich zwar recht gut den Bauerschaften Hagem und Mecklinghoven zuordnen, es handelt sich allerdings um Plankolonien der Zeche. Die heutige Einzeichnung von Dümmer in Karten ist teilweise irreführend. Spätestens ab 1921 waren auf dem Messtischblatt Recklinghausen die Siedelungen Im Dümmer (äußerster Nordwesten) und Böckenheck (äußerster Süden) eingezeichnet, von denen Im Dümmer 1949 zwar angewachsen war, jedoch noch ebenso eingezeichnet blieb. Im Jahr 1959 waren beide Siedlungen zusammengewachsen und in Stadtteilgröße von Norden mit Im Dümmer eingezeichnet. 1989 stand an ebendieser Stelle, unmittelbar nordwestlich der Bebauung, plötzlich Hagem. 1980 war dieser Schriftzug zwar nach Norden gewandert, wo der Teil der gleichnamigen Siedlung links des Dümmerbachs entstanden war, während der Dümmer von Westen mit Dümmer-Siedlung beschriftet war, jedoch stand 1989 an der letztgenannten Stelle der Schriftzug Hagem. So wird es noch 2022 auf vielen Karten eingezeichnet.

### Kuriosum
Ein Teil der Provinzialstraße gehört halbseitig zu Datteln, die andere Hälfte befindet sich auf Waltroper Stadtgebiet. Das zu Datteln gehörende Straßenstück umfasst die Häuser auf der nördlichen Seite der Straße. Am Ortseingang aus Richtung Waltrop befinden sich zwei Ortsschilder. Das in Fahrtrichtung linke weist auf Waltrop, das rechte auf Datteln.

### Konfessionsstatistik
Im Jahr 2013 zählte die evangelische Gemeinde 9916 Mitglieder. Im Jahr 2022 waren es noch 8791 (25 % der Gesamtbevölkerung). 2022 traten 114 Dattelner aus der evangelischen Kirche aus und 189 Dattelner aus der katholischen Kirche. Die katholische Gemeinde hatte im Jahr 2022 10.744 Mitglieder, 2023 waren es 10.470.

## Geschichte
Erstmals erwähnt wurde Datteln 1147 in einem Schreiben von Papst Eugen III., in dem der Papst der Benediktiner-Abtei St. Heribert in Deutz eine Reihe von Besitzrechten bescheinigte, unter anderem an der Kirche in Datteln (in Datlem ecclesiam). Das Schreiben datiert auf den 17. Juni 1147.
Datteln entwickelte sich im Mittelalter zu einem der größten Kirchspiele des Vests Recklinghausen. Keimzelle der Stadt ist die Kirchengemeinde St. Amandus. In dieser wuchs u. a. der spätere Bischof von Münster, Reinhard Lettmann, auf.
Das Vest Recklinghausen und damit auch Datteln unterstand dem Kurfürsten von Köln bis zum 26. November 1802, denn mit dem Frieden von Lunéville fiel das Vest dem Herzog Ludwig Engelbert von Arenberg zu. Schon am 25. Januar 1811 ließ Napoleon das Vest per Dekret an das Großherzogtum Berg fallen und damit gehörte es zum Arrondissement Essen, wobei die Verfassung keine Gültigkeit mehr hatte und es viele Änderungen gab. Unter anderem wurden Datteln und Waltrop zu einer Bürgermeisterei zusammengelegt. Der Graf Max von Boenen zu Löringhof wurde zum Bürgermeister ernannt und das Amtsbüro wurde in Datteln eröffnet. Im Zuge der Befreiungskriege rückten preußische Truppen der Nordarmee, die nach der Völkerschlacht bei Leipzig die fliehenden Franzosen verfolgten, am 11. November 1813 in das Vest ein. 1836 wurde Leppelmann zu Waltrop Bürgermeister und verlegte das Amtsbüro nach Waltrop. 1857 wurden die beiden Ämter getrennt und Datteln bekam einen eigenen Bürgermeister.
Aus kirchlicher Sicht gehörte das Vest Recklinghausen dem Erzbistum Köln an und wurde 1821 dem Bistum Münster zugesprochen. Am 5. August 1864 veranlasste der Bischof Johann Georg die Teilung des Vestes Recklinghausen in zwei Dekanate, Dekanat Recklinghausen und Dekanat Dorsten, weil das Vest wegen seiner großen Ausdehnung besonders für die Firmungen besondere Schwierigkeiten für den Bischof brachte. Datteln gehörte jedoch weiter zum Dekanat Recklinghausen.
Aus Höfen, die in dieser Zeit von Grundherren als Lehen vergeben wurden, entwickelten sich im Laufe von Jahrhunderten rund 100 selbständige Höfe. Datteln war daher sehr von Landwirtschaft geprägt, obgleich auch das Handwerk zu florieren begann; so wies Datteln zu dieser Zeit folgende Handwerksbetriebe auf:
- Leinen- und Wollweberei
- Seilerei
- Stellmacherei
- Stielmacherei
- Stuhlmacherei
- Holzschuhmacherei.

Schließlich ging gegen Ende des 19. Jahrhunderts der Ausbau des Wasserstraßennetzes voran. So wurde am 11. August 1899 der Dortmund-Ems-Kanal von Kaiser Wilhelm II. freigegeben. 1914 geschah dies mit dem Datteln-Hamm-Kanal und der Anbindung an den Rhein-Herne-Kanal. 1930 wurde auch der Wesel-Datteln-Kanal angeschlossen.
Etwa im selben Zeitabschnitt stieg die Einwohnerzahl nach der Eröffnung der Zeche Emscher-Lippe im Jahr 1906 von rund 3500 (zur Jahrhundertwende) auf etwa 20.000 (1920) an. Aus dieser Entwicklung resultierte die Gründung der Kruppschen Beisenkampsiedlung.
Im Rahmen der Besetzung des Ruhrgebiets kam es im Dattelner Lutherhaus zu einer als Dattelner Abendmahl bekannt gewordenen Szene, als ein französischer Offizier und der stellvertretende Ortsvorsteher des Amts Datteln gemeinsam das Abendmahl empfingen. Dieses Erlebnis war einer der Anstöße, die den Offizier Etienne Bach zur Gründung des Christlichen Friedensdienstes inspirierten.

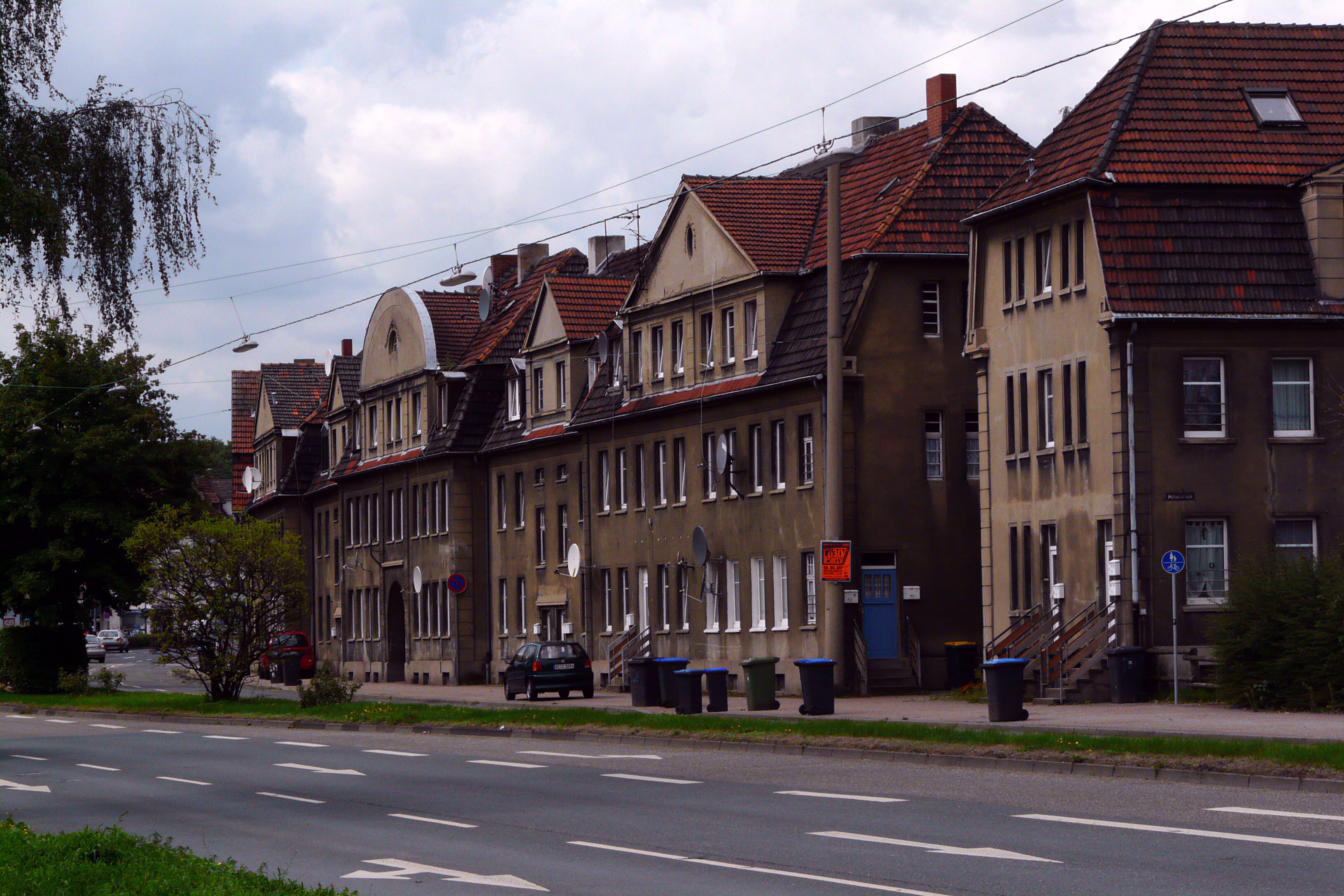
Typische Zechenhäuser an der B 235

Im Jahr 1922 wurde das Berufskolleg Ostvest gegründet. 1928 erhielt Datteln vom Preußischen Staatsministerium die Erlaubnis, ein Wappen zu führen, das bis heute das Stadtwappen darstellt.
Am 20. April 1936 bekam Datteln aufgrund seiner Größe, seiner wirtschaftlichen Bedeutung, der Verkehrslage und kulturellen wie auch sozialen Einrichtungen die Stadtrechte.
Insbesondere am Ende des Zweiten Weltkriegs kam es zu verheerenden Zerstörungen mit vielen Todesopfern, vor allem durch die Bombenangriffe der vorrückenden Alliierten am 7., 9. und 14. März 1945. Auch sprengten deutsche Truppen alle Brücken (Taktik der verbrannten Erde).
Bereits 1946 wurde unter britischer Besatzung ein Erholungsheim für Bergmannskinder eröffnet, das später die Vestische Kinder- und Jugendklinik Datteln werden sollte. Die Kinderklinik wurde unter der Leitung des Pädiaters Heinrich Rodeck und mit Unterstützung des langjährigen Bürgermeisters Horst Niggemeier, der dazu unter anderem seine Beziehungen zum nordrhein-westfälischen Gesundheitsminister Hermann Heinemann (und seiner Vorgänger) nutzte, ausgebaut und erlangte internationale Anerkennung durch ihre Kompetenz in der Kinderheilkunde. 1974 konnte zudem ein Neubau des St.-Vincenz-Krankenhauses in der Stadtmitte eingeweiht werden.
Mit der Ansiedlung des Unternehmens Ruhr-Zink (Zinkelektrolyse) im Jahr 1968 gewann Datteln wirtschaftlich an Stärke. Bereits 1971 folgte die Firma Rheinzink, die ein Zinkwalzwerk betreibt. Ruhr-Zink schloss im Dezember 2008 seine Zinkhütte.
Im Rahmen seiner Bemühungen, das von Bergbau und Binnenschifffahrt geprägte Datteln bekannt zu machen, hob der damalige Bürgermeister Horst Niggemeier Datteln als größten Kanalknotenpunkt Europas hervor, rief Anfang der 1970er Jahre das Dattelner Kanalfestival ins Leben, ließ den Schlagersänger Sven Olson das Lied Komm’ mal mit zum Dattelner Kanal produzieren und einen westfälischen Korn mit dem Namen Dattelner Kanalwasser brennen.
Bürgermeister Niggemeier initiierte auch die Städtepartnerschaft mit der britischen Bergbaustadt Cannock, Staffordshire, in Mittelengland (in der Nähe Birminghams) und zu Zeiten der Wende 1990 die innerdeutsche Städtepartnerschaft mit Genthin in Sachsen-Anhalt.
Mit der Schließung der Zeche Emscher-Lippe ging 1972 Dattelns Bergbautradition vorläufig zu Ende. Sie keimte aber im Jahr 1983 noch einmal auf, als der Schacht An der Haard 1 in Betrieb genommen wurde. Er wurde 2001 stillgelegt.

### Eingemeindungen
Am 1. Januar 1975 wurden durch § 13 Ruhrgebiet-Gesetz Ahsen (heutige Stadtteile Ahsen und Ostleven) und Horneburg eingemeindet.

### Ausgliederungen
Am 1. April 1926 wurde die Bauerschaft Rapen, ein Gebiet mit etwas weniger als zehn Quadratkilometern, an die neue Gemeinde Oer-Erkenschwick abgetreten.

## Politik

### Stadtrat

#### Ergebnisse der Kommunalwahlen 2020 in Datteln
Die Sitze im Stadtrat verteilen sich nach dem Ergebnis der Kommunalwahl 2020 folgendermaßen auf die einzelnen Parteien:
| Partei | Stimmen | % (2020) | % (2014) | +/-     | Sitze (2020) | Sitze (2014) | +/- |
| --- | ------- | -------- | -------- | ------- | ------------ | ------------ | --- |
| SPD | 5.223   | 39,1 %   | 41,5 %   | - 2,4 % | 16           | 16           | ± 0 |
| CDU | 3.808   | 28,5 %   | 35,2 %   | - 6,7 % | 12           | 13           | - 1 |
| Wählergemeinschaft Die Grünen | 1.974   | 14,8 %   | 9,7 %    | + 5,1 % | 6            | 4            | + 2 |
| Die LINKE | 642     | 4,8 %    | 4,2 %    | + 0,6 % | 2            | 2            | ± 0 |
| FDP | 510     | 3,8 %    | 3,2 %    | + 0,6 % | 2            | 1            | + 1 |
| UBP | 498     | 3,7 %    | 3,5 %    | + 0,2 % | 2            | 1            | + 1 |
| Die PARTEI | 372     | 2,8 %    | 0,0 %    | + 2,8 % | 1            | 0            | + 1 |
| WV DSP | 336     | 2,5 %    | 1,8 %    | + 0,7 % | 1            | 1            | ± 0 |
| Gültige Stimmen | 13.363  |          |          |         |              |              |     |
| Ungültige Stimmen | 233     |          |          |         |              |              |     |
| Stimmen Insgesamt | 13.596  |          |          |         | 42           | 38           | + 4 |
| Wahlberechtigte Insgesamt | 28.271  | 48,1 %   | 47,3 %   | + 0,8 % |              |              |     |
| Ratswahl 13.09.2020 DattelnWahlbeteiligung von 48,1 % 403020100 39,1 %28,5 %14,8 %4,8 %3,8 %3,7 %2,8 %2,5 % SPDCDUGrüneLinkeFDPUBPfPARTEIWV DSPhGewinne und Verlusteim Vergleich zu 2014 %p 6 4 2 0 −2 −4 −6 −8−2,4 %p−6,7 %p+5,1 %p+0,6 %p+0,6 %p+0,2 %p+2,8 %p+0,7 %pSPDCDUGrüneLinkeFDPUBPPARTEIWV DSPAnmerkungen:f Unabhängige-Bürger-Parteih Wähler-Vereinigung Dattelner Stadt-Partei |         |          |          |         |              |              |     |
| Sitzverteilung Ratswahl 13.09.2020 DattelnInsgesamt 42 Sitze - Linke: 2 - SPD: 16 - PARTEI: 1 - Grüne: 6 - CDU: 12 - FDP: 2 - Sonst.: 3 Sonstige: (3 Sitze) > „UBP“ = 2 Sitze > „WV DSP“ = 1 Sitz |         |          |          |         |              |              |     |

| Partei | Kandidat*                   | Stimmen | % (2020) |
| --- | --------------------------- | ------- | -------- |
| SPD | Dora, André                 | 7.576   | 56,5 %   |
| CDU | Benterbusch, Thomas         | 3.250   | 24,2 %   |
| Wählergemeinschaft Die Grünen | Von Gilardi, Claudia Isabel | 1.418   | 10,6 %   |
| UBP | Luczak, Stefan              | 593     | 4,4 %    |
| Die LINKE | Willemsen, Petra            | 574     | 4,3 %    |
| Gültige Stimmen | Gültige Stimmen             | 13.411  |          |
| Ungültige Stimmen | Ungültige Stimmen           | 202     |          |
| Stimmen Insgesamt | Stimmen Insgesamt           | 13.613  |          |
| Wahlberechtigte Insgesamt | Wahlberechtigte Insgesamt   | 28.271  | 48,2 %   |
| Bürgermeisterwahl* 13.09.2020 DattelnWahlbeteiligung von 48,2 % 6050403020100 56,5 %24,2 %10,6 %4,4 %4,3 % SPDaCDUbGrünecUBPdLinkeeAnmerkungen:a Dora, Andréb Benterbusch, Thomasc Von Gilardi, Claudia Isabeld Luczak, Stefane Willemsen, Petra |                             |         |          |

### Bürgermeister
Bei der Kommunalwahl 2014 löste André Dora (SPD) den langjährigen Bürgermeister Wolfgang Werner (parteilos) ab, der nicht mehr zur Wahl angetreten war. Dora wurde 2020 wiedergewählt.

#### Bürgermeister seit 1946
- 1946–1952: Gerhard Schartenberg, SPD
- 1952–1956: Josef Röhl, CDU
- 1956–1961: Peter Heckmann, SPD
- 1961–1962: Hugo Stehle, CDU
- 1962–1967: Friedrich Schneider, SPD
- 1967–1992: Horst Niggemeier, SPD
- 03/1992–04/1992: Wolfgang Wellnitz, CDU (als 1. stellvertretender Bürgermeister)
- 05/1992–06/1996: Wolfgang Werner, SPD
- 07/1996–09/1996: Walter Deckmann, CDU (1. stellvertretender Bürgermeister)
- 1996–1999: Rudolf Böhm, SPD
- 1999–2014: Wolfgang Werner, parteilos
- seit 2014: André Dora, SPD

Die Bürgermeisterwahl vom 13. September 2020 gewann Amtsinhaber Dora (SPD) mit 56,49 % der Stimmen, bei einer Wahlbeteiligung von 48,15 %.

### Wappen
Das Wappen der Stadt wurde von der ehemaligen Landgemeinde Datteln übernommen, genehmigt vom Preußischen Staatsministerium am 20. Dezember 1928. Der silberne Ring ist das Siegel des Dattelner Eingesessenen Goswin genannt Vrydach de Datlen, mit dem er eine Urkunde von 1325 über den Besitz des Bischofs h. Amandus über das Beckerapener (heute Horneburger Feld) Hauses Hubbert als Zeuge besiegelte. Das schwarze Kurkölnische Kreuz auf silbernem Grund erinnert an die Herrschaft durch Kurköln.

### Städtepartnerschaften
- Cannock im Vereinigten Königreich seit 1971
- Genthin in Deutschland seit 1990

## Kultur
Die Pfarrkirche St. Amandus ist ein denkmalgeschütztes Kirchengebäude, dessen Ursprünge bis ins 12. Jahrhundert reichen.

### Regelmäßige Veranstaltungen
Gesellschaftlicher Höhepunkt ist ein alljährlich stattfindendes Fest, der Dattelner Mai. Das seit 1969 begangene Kanalfestival fand das letzte Mal 2017 statt.
An Christi Himmelfahrt findet jeweils das Kinderfest der Freiwilligen Feuerwehr Datteln statt und am Vortag eine Ü-30-Party auf dem Hof der Feuer- und Rettungswache Datteln.
Seit 2007 steigt einmal im Jahr das Underground-Metal-Festival Mercenaries Metal Meeting, das zusammen mit Dattelner Jugendlichen organisiert wird.
Ein sportlicher Höhepunkt ist das große Reit- und Springturnier am dritten August-Wochenende auf dem Gelände des Ländlichen Reit- und Fahrvereins Datteln e. V.
2005 und 2006 fand im Hafen der aus Oer-Erkenschwick abgewanderte Triathlon Haardman statt. Da es an Sponsoren mangelte, wurde die Veranstaltung ab 2007 nicht fortgesetzt.

### Museen

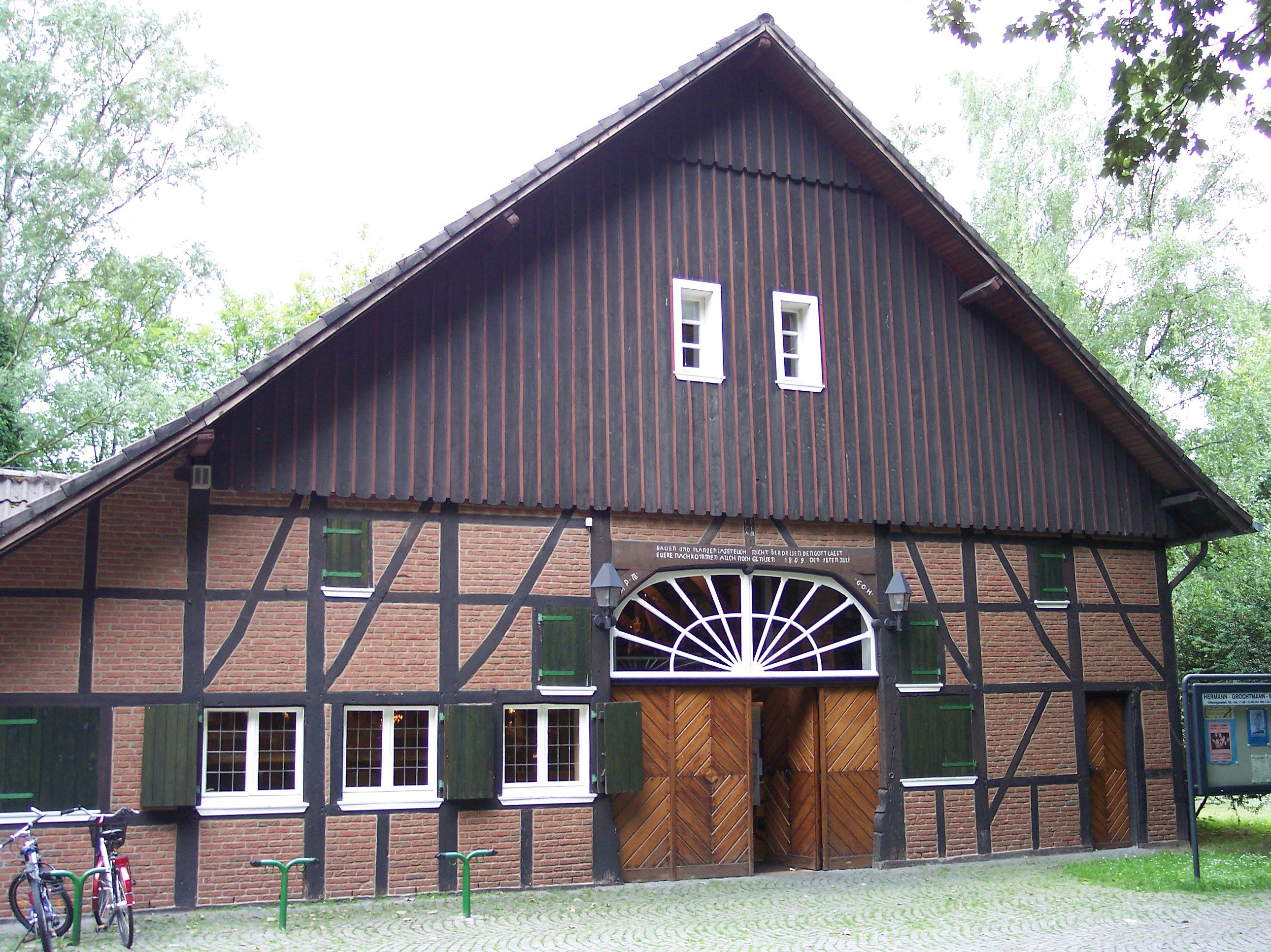
Dorfschultenhof

Das Hermann-Grochtmann-Museum befand sich bis 2016 im denkmalgeschützten Dorfschultenhof direkt neben dem Rathaus. Seit 2017 ist der Dorfschultenhof Heimat der VHS der Stadt Datteln. Ein Teil der Ausstellungsstücke ist dort weiterhin zu sehen.
Das Bunker-Bergbaumuseum befindet sich in einem historischen Luftschutzbunker an der Heibeckstraße. Es wird betrieben vom gleichnamigen e. V.
Das privat geführte 50er Jahre Museum Datteln in der Dattelner Beisenkampsiedlung zeigt hauptsächlich Gegenstände der Wohnkultur in den 1950er Jahren.
Das private Radio und Fernsehmuseum zeigt Unterhaltungs- und Fernsehgeschichte von 1923 bis 1972. Allein die Radioausstellung umfasst 450 Exponate. Außerdem gibt es 250 verschiedenste TV-Geräte aus der Zeit von 1936 bis 1967 in der Sammlung. Außerdem gibt es in selbstspielende Musikautomaten und Phonographen zu sehen.

## Wirtschaft und Infrastruktur

### Ansässige Unternehmen
Bekannte Unternehmen mit Sitz in Datteln sind das Kettenwerk Becker-Prünte GmbH, der Titanzink-Hersteller Rheinzink mit einem Walzwerk, der Trockenmörtel-Hersteller und Bauchemie-Produzent Deitermann (heute Saint-Gobain Weber), 1905 von Alfons Deitermann gegründet, sowie die bundesweit tätige, bereits 1889 gegründete Wirtz Druck GmbH, die die erste Dattelner Zeitung verlegte und druckte. Ruhr-Zink Datteln stellte 2008 seine Produktion ein.
Die Vestische Caritas-Kliniken GmbH ist Trägerin des St.-Vinzenz-Krankenhauses Datteln und der Vestischen Kinder- und Jugendklinik sowie weiterer stationärer und ambulanter Einrichtungen in der Umgebung. Mit 2825 Beschäftigten (2009) ist die GmbH zugleich eine große Arbeitgeberin in Datteln. Ein weiterer großer Arbeitgeber ist das Kraftwerk Datteln, das 20 Prozent des deutschen Bahnstroms erzeugt. Nach mehreren Baustopps ging Block IV im Jahr 2020 in Betrieb. Der Discounter Aldi-Nord ist mit einer seiner Regionalniederlassungen in Datteln ansässig samt einem großflächigen Zentrallager.
Everts Ballons wurde 1924 von Wilhelm Evert als Ballondruckerei gegründet, begann 1954 Bälle und 1965 Latexballons zu produzieren. Fa. Everts wurde 1997 von der C. Riethmüller GmbH gekauft und diese 2011 von Amscan Inc, New York übernommen. Everts ist heute Deutschlands einzige Latexballon-Produktion.

### Verkehr

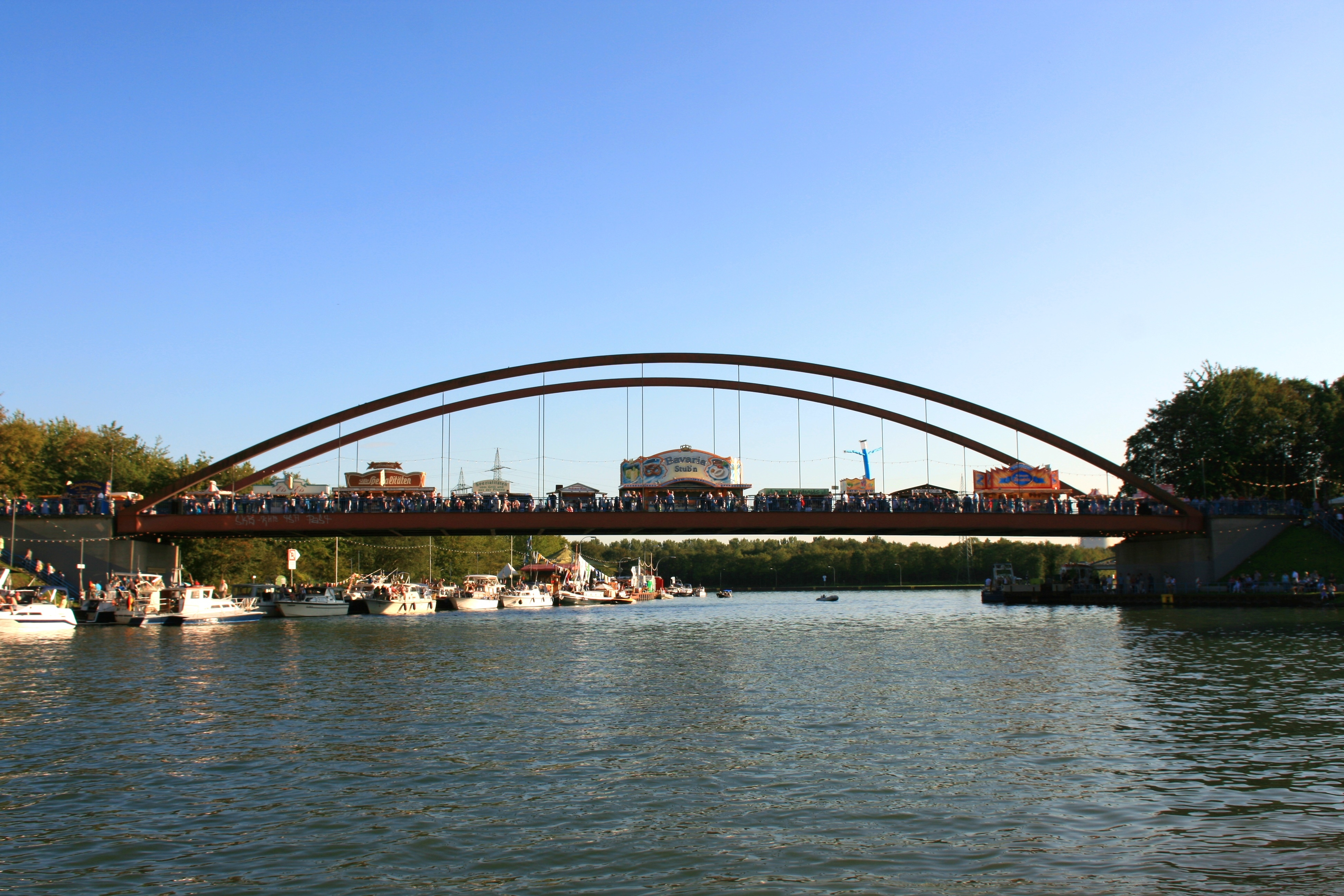
Hafenbrücke über den Dortmund-Ems-Kanal

Von Datteln aus ist die Bundesautobahn 2 (A 2/E 34) über die Bundesstraße 235 erreichbar. Die Anschlussstelle Henrichenburg liegt knapp sechs Kilometer vom Stadtzentrum entfernt in südwestlicher Richtung. In Gegenrichtung führt die Bundesstraße 235 weiter nach Olfen. Mit anderen Nachbarorten ist Datteln über Landesstraßen verbunden.

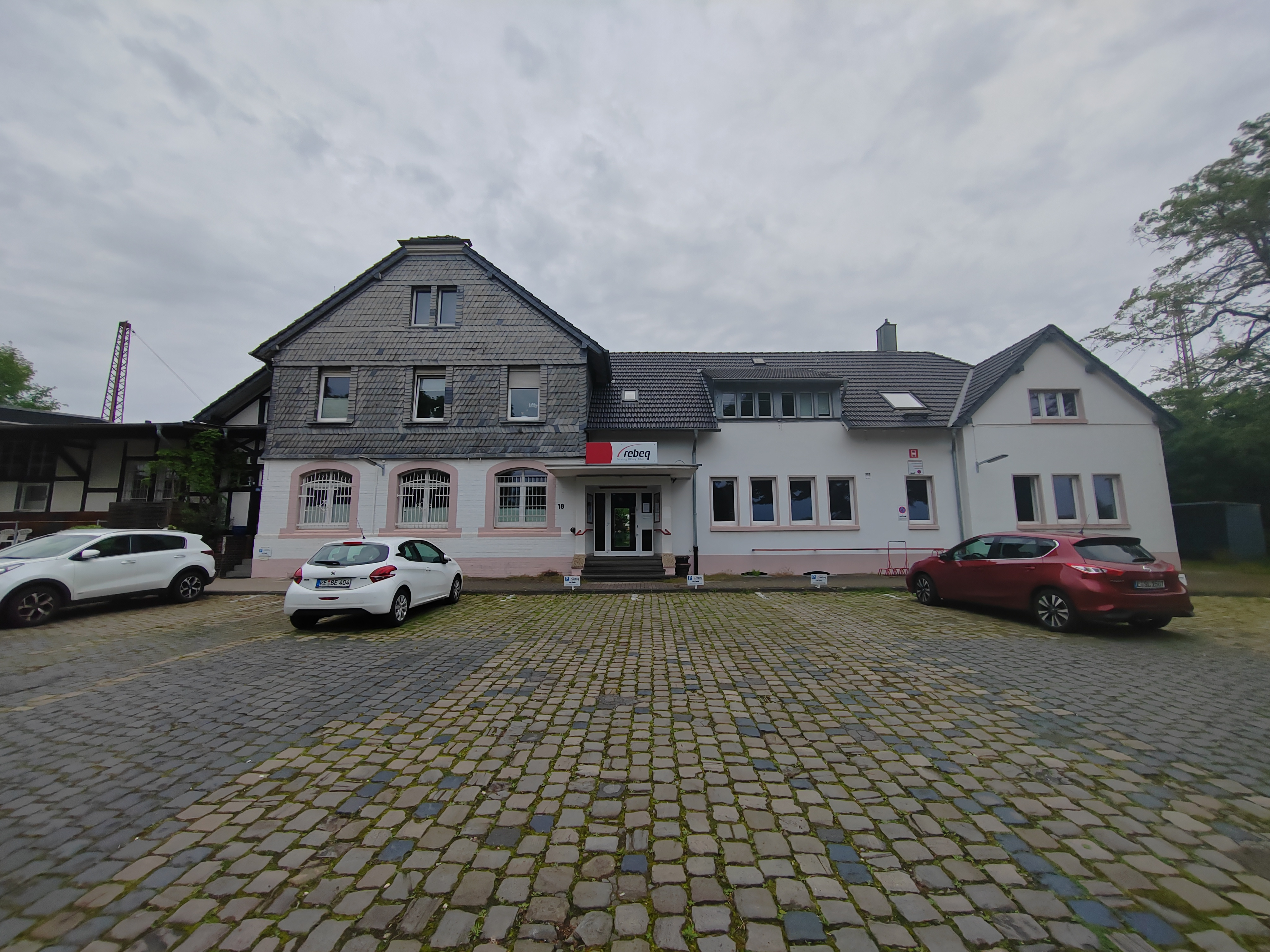
Bahnhof Datteln

Die Hamm-Osterfelder Bahn dient auf ihrem Dattelner Abschnitt seit 1983 nur noch dem Güterverkehr. Der öffentliche Personenverkehr erfolgt über die Straße, Betreiberin der Buslinien ist die Vestische Straßenbahnen GmbH im Verkehrsverbund Rhein-Ruhr.
| Linie | Verlauf | Takt (Mo–Fr)    | Betreiber       |
| ----- | --- | --------------- | --------------- |
| SB22  | Datteln Bus Bf – Beisenkampsiedlung – Hagem Vestische Kinderklinik – Dümmer Böckenheckstr. – Meckinghoven Neuer Weg – Datteln Bf – Henrichenburg – Habinghorst – Castrop-Rauxel Hbf – Europaplatz – Castrop Münsterplatz                                                                  | 30 min          | Vestische       |
| SB24  | Recklinghausen Hbf – Campus Blumenthal – Oer-Mitte – Oer-Erkenschwick Berliner Platz – Rapen – Im Winkel – Hachhausen – Datteln Bus Bf – Holthausen – Waltrop Rathaus – Am Moselbach – Dortmund-Mengede Bf                                                                                | 30 min          | Vestische       |
| S91   | Vestische Kinderklinik – Beisenkampsiedlung – Datteln Bus Bf – Hauptfriedhof – Natrop – Brauckmann am Brink – Olfen – Rechede – Tetekum – Seppenrade – Lüdinghausen Bf | 60 min          | Vestische / RVM |
| 232   | Recklinghausen Hbf – Ostviertel – Groß-Erkenschwick – Oer-Erkenschwick Berliner Platz – Rapen – Im Winkel – Hachhausen – Datteln Bus Bf | 30 min          | Vestische       |
| 280   | Datteln Elisabethstr. – Ostring →/← Datteln Hafen – Datteln Bus Bf – Hagem – Dümmersiedlung – Meckinghoven | 60 min          | Vestische       |
| 281   | Datteln Elisabethstr. – Datteln Hafen →/← Ostring – Datteln Bus Bf – Hagem – Dümmersiedlung – Meckinghoven – Horneburg | 60 min          | Vestische       |
| TB282 | Taxibus: Datteln Bus Bf – Hauptfriedhof – Natrop – Brauckmann am Brink | 60 min (abends) | Vestische       |
| 286   | centroOmed – Datteln Bus Bf – Beisenkampsiedlung – Hagem – Hagemer Feld | 60 min          | Vestische       |
| 288   | Haltern am See Bf – Haltern am See Kärntner Platz – Hamm-Bossendorf – Örter Pütt – Flaesheim – Ahsen – Bauerschaft Klostern – Datteln Bus Bf | 60 min          | Vestische       |
| NE14  | Recklinghausen Hbf – Ostviertel – Groß-Erkenschwick – Oer-Erkenschwick Berliner Platz – Rapen – Im Winkel – Hachhausen – Datteln Bus Bf – Holthausen – Waltrop Rathaus – Dortmund-Mengede Bf NachtExpress: In den Nächten von Freitag auf Samstag, Samstag auf Sonntag und vor Feiertagen | 60 min          | Vestische       |

Das Kanalkreuz Datteln ist der größte Kanalknotenpunkt der Welt. Die Kanal-, Hafen- und Schleusenanlagen auf Dattelner Gebiet umfassen insgesamt 17 km Länge. In diesem auch Dattelner Meer genannten Wasserverkehrsknoten werden vier Kanäle zusammengeführt:
- Dortmund-Ems-Kanal
- Datteln-Hamm-Kanal
- Wesel-Datteln-Kanal
- Rhein-Herne-Kanal

Am Ort befindet sich das Wasserstraßen-Neubauamt der Direktion West der Wasser- und Schifffahrtsverwaltung des Bundes.
Durch Datteln führen zwei Radfernwege, die Dortmund-Ems-Kanal-Route und der Rundkurs Ruhrgebiet.

### Schulen
Die alte Dattelner Rektoratsschule wurde 1934 zu einem Realprogymnasium umgestaltet und bald darauf zu einer Oberschule für Jungen ausgebaut (ab 1938) sowie zu einer Oberschule für Mädchen (hauswirtschaftliche Form) (ab 1942). 1968 wurden die beiden Oberschulen zum Städtischen Gymnasium Datteln zusammengeführt. Zum 1. August 1996 wurde es nach Johann Amos Comenius benannt und heißt seither Comenius-Gymnasium Datteln.

### Technisches Hilfswerk Datteln
Der Technische Zug des THW Datteln besteht aus zwei Bergungsgruppen und der Fachgruppe Wassergefahren. Außerdem ist dort eine Örtliche Gefahrenabwehr (öGA) Hochwasserschutz stationiert worden.

## Persönlichkeiten
Zu bekannten gebürtigen Persönlichkeiten der Stadt Datteln gehören verschiedene Sportler und mit dem Sport verbundene Personen wie Ingo Anderbrügge, Charlotte Becker, Siegfried Rachuba, Dunja Hayali oder Manfred Breuckmann. Auch weitere Personen aus Kunst und Kultur, Militär, Wissenschaft und Politik sind oder waren über die Grenzen von Datteln bekannt. Eine vollständige Liste findet sich im Hauptartikel.

## Sonstiges
- Das Minenjagdboot Datteln (M 1068) (→ Frankenthal-Klasse) der Deutschen Marine trägt den Namen der Stadt.